# Böle (Vaasa)
Böle est un quartier du district de Kotiranta à Vaasa en Finlande.

## Présentation
Situé à 2 km du centre de Vaasa, Länsimetsä a 723 habitants (1.1.2015).